# Herrngiersdorf

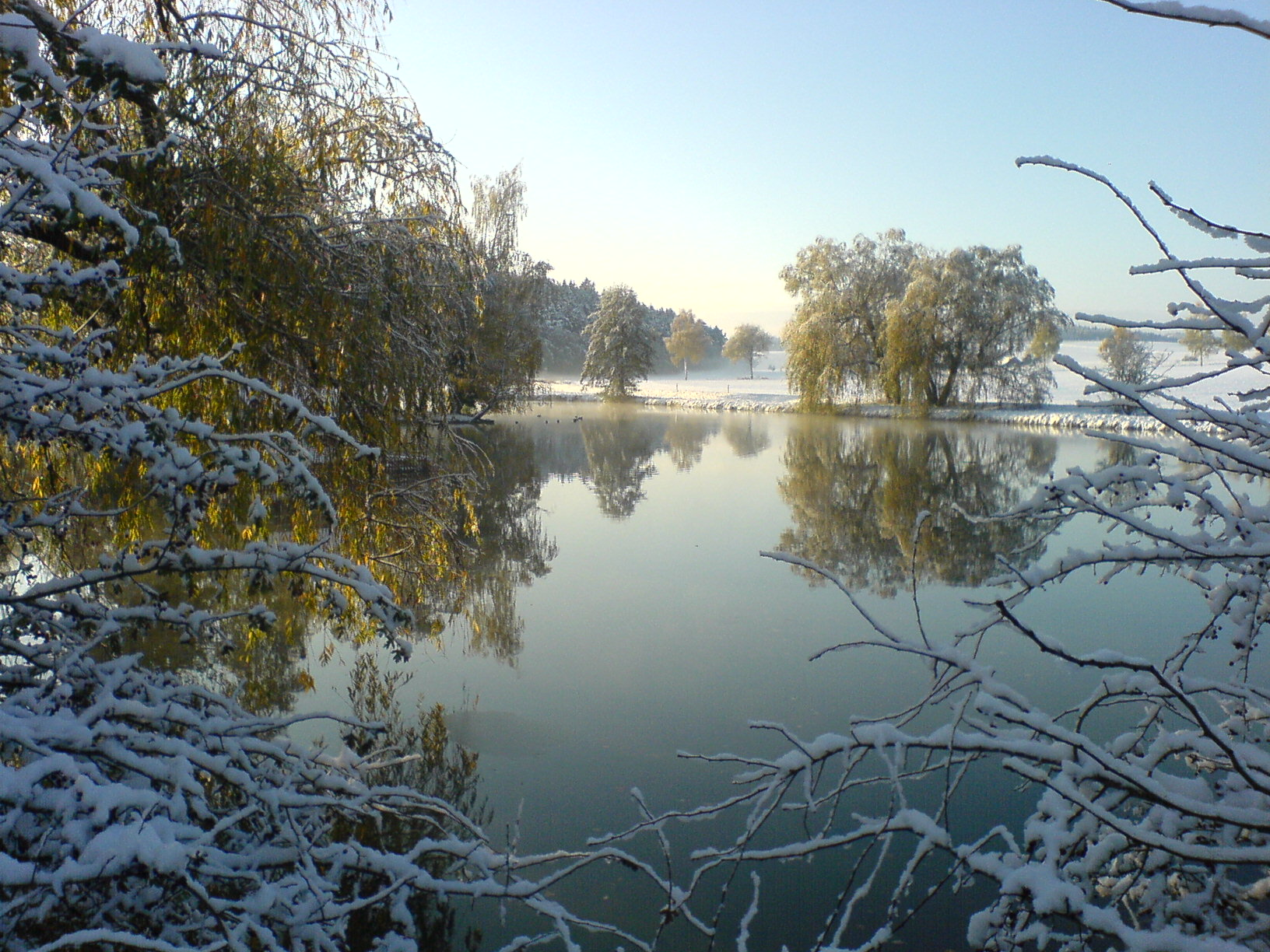
Staw w dzielnicy Semmerskirchen

Herrngiersdorf – miejscowość i gmina w Niemczech, w kraju związkowym Bawaria, w rejencji Dolna Bawaria, w regionie Ratyzbona, w powiecie Kelheim, wchodzi w skład wspólnoty administracyjnej Langquaid. Leży około 20 km na południowy wschód od Kelheim.

## Demografia
| Rok  | Liczba mieszk. |
| ---- | -------------- |
| 1970 | 1 018          |
| 1987 | 1 010          |
| 2000 | 1 109          |

## Oświata
(na 1999)

W gminie znajduje się przedszkole (25 miejsc i 25 dzieci) oraz szkoła podstawowa (4 nauczycieli, 65 uczniów).